# Satz von Bombieri und Winogradow
Der Satz von Bombieri und Winogradow ist ein 1965 bewiesener Satz der analytischen Zahlentheorie von Enrico Bombieri und Askold Iwanowitsch Winogradow (manchmal wird er auch nur nach Bombieri benannt).
Er macht Aussagen über den Fehlerterm in der im dirichletschen Primzahlsatz gemachten Aussage zur Verteilung der Primzahlen kleiner gleich {\displaystyle x} in arithmetischen Progressionen. Dabei wird eine Mittelung über den Modulus der Progressionen vorgenommen (Moduli {\displaystyle q\leq Q} mit einer natürlichen Zahl {\displaystyle Q}). Für Werte von {\displaystyle Q} nahe {\displaystyle x} ist der Fehlerterm bis auf logarithmische Faktoren von der Größenordnung {\displaystyle {\sqrt {x}}}. Ohne die Mittelung über die Moduli wäre die Aussage des Satzes ähnlich mächtig wie die verallgemeinerte riemannsche Vermutung.
Der Beweis ist eine Anwendung des großen Siebes, wobei Mittelwerte von Dirichlet-Charakteren abgeschätzt wurden.
Er stellt eine erhebliche Verbesserung des Satzes von Siegel-Walfisz dar. Der Satz entspricht der Vermutung von Elliott und Halberstam für den Fall {\displaystyle 0<\theta <{\tfrac {1}{2}}} (für die Definition des Parameters {\displaystyle \theta } siehe dort), die damit den Satz in gewisser Weise verallgemeinert (die volle Vermutung betrifft den Fall {\displaystyle 0<\theta <1}) .
Yōichi Motohashi zeigte 1976, dass das Analogon des Satzes von Bombieri und Winogradow auch für arithmetische Funktionen gilt, die als Linearkombinationen von Dirichlet-Faltungen zweier Folgen komplexer Zahlen mit bestimmten Zusatzeigenschaften dargestellt werden können. Der ursprüngliche Satz von Bombieri und Winogradow ist der Spezialfall der Mangoldt-Funktion.

## Formulierung
Sei
{\displaystyle E(x;q)=\max _{{\text{gcd}}(a,q)=1}\left|\psi (x;q,a)-{\frac {x}{\varphi (q)}}\right|}
mit
{\displaystyle \psi (x;q,a)=\sum _{n\leq x \atop n\equiv a{\bmod {q}}}\Lambda (n),}
mit der Mangoldt-Funktion {\displaystyle \Lambda } und der  eulerschen Phi-Funktion {\displaystyle \varphi }.
Dann gilt nach Bombieri und Winogradow:
{\displaystyle {\frac {1}{Q}}\sum _{q\leq Q}\max _{y<x}\ E(y;q)={\frac {1}{Q}}\sum _{q\leq Q}\max _{y<x}\max _{1\leq a\leq q \atop (a,q)=1}\left|\psi (y;q,a)-{y \over \varphi (q)}\right|=O\left(x^{1/2}(\log x)^{5}\right).}
für festes {\displaystyle A>0} mit
{\displaystyle x^{1/2}\log ^{-A}x\leq Q\leq x^{1/2}.}
{\displaystyle O} bezeichnet das Landau-Symbol für den Vergleich des Wachstums zweier Funktionen.